# PEACE SUNSHINE
「PEACE SUNSHINE」（ピースサンシャイン）は、DANCE EARTH PARTYの2作目のシングル曲。2014年4月16日にrhythm zoneより発売。

## 概要
「CD＋DVD-TYPE A-」「CD＋DVD-TYPE B-」「CD」「ミュージックカード
（3種）」の6形態で発売。
2014年5月に上演されたDANCE EARTH PROJECT グローバル ダンス エンターテインメント『Changes』のメインキャスト8人で「DANCE EARTH PARTY」を結成し、同舞台の主題歌として同曲を発売した。

## 参加メンバー
- EXILE ÜSA（EXILE）
- EXILE TETSUYA（EXILE、EXILE THE SECOND）
- 小林直己（三代目J Soul Brothers from EXILE TRIBE、EXILE）
- 関口メンディー（GENERATIONS from EXILE TRIBE、EXILE）
- Shizuka（Dream、E-girls）
- Aya（Dream、E-girls）
- Ami（Dream、E-girls）
- Erie（Dream、E-girls）

## 収録曲

### 【CD＋DVD】

#### TYPE A
CD
1. PEACE SUNSHINE feat. Dream, 小林直己, 関口メンディー
  - DANCE EARTH PROJECT グローバル ダンス エンターテインメント　Changes　主題歌[2]
  - テレビ東京「熱血！Danceアカデミー」エンディング曲[2]
  - NOTTV「EXFILE」番組テーマ曲[2]

DVD
1. PEACE SUNSHINE feat. Dream, 小林直己, 関口メンディー(Music Video)
2. PEACE SUNSHINE (Music Video Document)
3. PEACE SUNSHINE (Recording Document)

#### TYPE B
CD
1. PEACE SUNSHINE feat. Dream, 小林直己, 関口メンディー

DVD
1. PEACE SUNSHINE feat. Dream, 小林直己, 関口メンディー(Music Video)

### 【CD】
1. PEACE SUNSHINE feat. Dream, 小林直己, 関口メンディー
2. PEACE SUNSHINE (Instrumental)

### 【ミュージックカード(3種)】
1. PEACE SUNSHINE feat. Dream, 小林直己, 関口メンディー